# 에른스트 쿠머
에른스트 에두아르트 쿠머(독일어: Ernst Eduard Kummer, 1810년 1월 29일 – 1893년 5월 14일)는 독일의 수학자이다. 응용 수학을 연구하여 독일 육군 장교들에게 탄도학을 가르쳤으며, 만년에는 김나지움의 수학 교사로 10년 간 재직하였다. 김나지움 시절 쿠머의 제자였던 레오폴트 크로네커는 쿠머에게 감명을 받아 수학자가 되었다. 유명 작곡가 펠릭스 멘델스존은 그의 처 사촌이었다.

## 생애
쿠머는 당시에는 브란덴부르크 공국의 영토였던 조라우(독일어: Sorau, 오늘날 폴란드 자리 폴란드어: Żary)에서 태어났다. 조라우는 얼마 지나지 않아 프로이센의 영토가 되었다. 쿠머가 3살이었을 무렵, 의사였던 아버지는 나폴레옹이 러시아에게 패전한 뒤 후퇴하면서 프랑스군 내에서부터 발생하여 독일 전역으로 번진 장티푸스를 치료하다가 과로로 사망하였다.:272
쿠머의 첫 번째 아내 오틸리에 멘델스존(독일어: Ottilie Mendelssohn)은 작곡가 펠릭스 멘델스존의 사촌이었고, 펠릭스의 여동생 레베카도 저명한 수학자였던 페터 구스타프 르죈 디리클레와 결혼하였다. 1855년 쿠머는 디리클레의 후임자로서 베를린 대학의 수학교수가 되었고, 군사학교에서 탄도학 교수를 겸임하였다.:274 쿠머는 부인과 사별한 뒤 부인의 이종사촌이었던 베르타(독일어: Bertha)와 재혼하였다. 쿠머는 모두 13명의 자식을 두었으며, 그 가운데 딸 마리(Marie)는 쿠머의 제자 헤르만 아만두스 슈바르츠와 결혼하였다.
1890년 김나지움 수학 교사직에서 은퇴한 쿠머는 3년 뒤 사망하였다.

## 업적
쿠머는 수학의 여러 분야에 기여하였다. 접속 관계인 서로 다른 초기하급수 사이의 관계를 정리하였고, 19세기에 집중적으로 연구된 초기 오비폴드 가운데 16개의 특이점을 갖는 쿠머 곡면을 정의하였다. 쿠머 곡면은 순환군 {\displaystyle \{1,-1\}}에 의한 2차원 아벨 다양체의 비율에 의해 생성되는 대수기하학 다양체이다. 이 외에도 쿠머 방정식, 쿠머 환, 쿠머 합 등의 업적이 있다.
쿠머는 또한 페르마의 마지막 정리에 대한 증명 과정에서 근대 정수론의 기반을 마련하였다.:272 쿠머는 소수를 정규 소수와 비정규 소수로 구분하고, 페르마의 마지막 정리의 방정식 {\displaystyle x^{n}+y^{n}=z^{n}}에 대해 n이 정규 소수일 때 해를 갖지 않는 다는 것을 증명하였다. 쿠머의 증명 방법은 훗날 아이디얼 이론으로 불리게 된 이론의 기초인 P진수의 발견에 거의 근접한 것이었다. 소수의 n차 단위근에 대해 체를 확장한 쿠머 이론은 이차 형식에 대한 탁월한 연구였으며, 오늘날에도 아이디얼 유군을 다루는 유체론의 기반을 이루고 있다.
K3 곡면의 K 중 하나는 쿠머를 기리기 위한 것이다.

## 같이 보기
- 이상수 (수학)

## 참고 문헌
1. 1 2 3  벨, E.T. (2002). 《수학을 만든 사람들(하)》. 안재구 역. 미래사. ISBN 8970877045.
2. ↑  O’Connor, John J.; Robertson, Edmund F. (1997년 12월). “Ernst Eduard Kummer”. 《MacTutor History of Mathematics Archive》 (영어). 세인트앤드루스 대학교.
3. ↑  O’Connor, John J.; Robertson, Edmund F. (2001년 3월). “Hermann Amandus Schwarz”. 《MacTutor History of Mathematics Archive》 (영어). 세인트앤드루스 대학교.
4. ↑  강봉균 외 (2003). 《월경하는 지식의 모험자들》. 한길사. 857쪽. ISBN 89-356-5464-7.

- “Ernst Eduard Kummer”. 《수학 계보 프로젝트》 (영어). 미국 수학회.